# Phlebogryllacris venosa
Phlebogryllacris venosa är en insektsart som först beskrevs av Walker, F. 1869.  Phlebogryllacris venosa ingår i släktet Phlebogryllacris och familjen Gryllacrididae. Inga underarter finns listade i Catalogue of Life.